# Zastępca gubernatora Nowego Jorku
Zastępca gubernatora Nowego Jorku – urzędnik pełniący obowiązki gubernatora Nowego Jorku w przypadku gdy osoba wybranej na ten urząd jest niedyspozycyjna. Druga osoba w linii sukcesji. Jest wybierany na czteroletnią kadencję razem z gubernatorem.  

## Uprawnienia
Zgodnie z obowiązującą konstytucją Nowego Jorku z 1938 zastępca gubernatora jest wybierany tylko razem z gubernatorem na kadencję trwającą cztery lata. Zgodnie z konstytucją wybory miały się odbyć w 1938 i od tej pory co cztery lata. Aby być uprawnionym do pełnienia funkcji zastępcy gubernatora, osoba musi być obywatelem Stanów Zjednoczonych i mieć przynajmniej 30 lat. Od 6 listopada 2001 wymogiem jest także bycie rezydentem stanu przez przynajmniej 5 lat.
W przypadku odwołania gubernatora ze stanowiska, jego śmierci lub jego rezygnacji, zastępca przejmuje obowiązki gubernatora na pozostały okres kadencji. Jeśli gubernator elekt nie obejmie funkcji, zastępca zostaje gubernatorem na okres pełnej kadencji. W razie opróżnienia urzędu zastępcy, jego obowiązki pełni przewodniczący pro tempore senatu Nowego Jorku. W przypadku nagłego opróżnienia urzędu zarówno przez gubernatora, jak i zastępcy, nowy gubernator i zastępca wybrani są w wyborach powszechnych na pozostały okres kadencji nie później, niż 3 miesiące po opróżnieniu urzędu.
Zastępca gubernatora jest także przewodniczącym senatu Nowego Jorku. Nie posiada standardowego prawa głosu, jednak ma głos decydujący w przypadku sytuacji patowej.
Zastępca otrzymuje wynagrodzenie na mocy ustawy przegłosowanej przez parlament stanowy.